# Kulli (Varbla)
Kulli – wieś w Estonii, w prowincji Parnawa, w gminie Varbla.